# Seven (포코의 음반)
《Seven》은 미국의 컨트리 록 밴드 포코의 여섯 번째 스튜디오 음반이다. 이 음반은 리더 리치 퓨레이가 밴드를 떠난 후 그들이 만든 첫 번째 음반이다. 앞면 커버는 필 하트먼에 의해 디자인되었다. 이 음반에서 그 그룹은 몇몇 곡들에 대해 더 하드한 록 사운드를 실험했다.

## 발매
이 음반은 기존의 2채널 스테레오 버전과 더불어 1974년 8트랙 테이프의 LP 4채널 쿼드러포닉 에디션으로 발매되었다. 쿼드 LP 발매는 SQ 매트릭스 시스템으로 인코딩되었다.
이 음반은 영국에서 2018년 더튼 보컬리온에 의해 슈퍼 오디오 CD 형식으로 재발매되었다. 이 에디션은 1974년 발매된 포코의 음반 Cantamos가 수록된 1개의 디스크 컴필레이션에 수록된 2개의 음반이다. 더튼 보컬리온 발매에는 두 음반의 완전한 스테레오 및 쿼드 믹스가 포함되어 있다.

## 반응
| 전문가 평가                   | 전문가 평가 |
| 평가 점수                     | 평가 점수   |
| 출처                          | 점수        |
| ----------------------------- | ----------- |
| Allmusic                      | [ 1 ]       |
| Encyclopedia of Popular Music | [ 2 ]       |

음악 평론가 브루스 에더는 올뮤직 리뷰에서 "강력하고 치솟는 하모니, 어쿠스틱 컨트리 록과 헤비 로큰롤의 건강한 균형, 그리고 꽤 강한 곡들로 《Seven》은 이 그룹의 첫 번째 포스트 리치 퓨레이 음반이라는 점을 감안할 때 큰 놀라움입니다... 한 두 곡이 더 들어가면 굉장히 추천할 만한 음반이 될 것 같고, 있는 그대로는 꽤 괜찮은 곡이에요. 불행히도, 이곳의 모든 것이 〈Drivin' Wheel〉이나 〈Rocky Mountain Breakdown〉만큼 강한 것은 아닙니다."

## 곡 목록
| #  | 제목                                 | 작사·작곡                     | 재생 시간 |
| -- | ------------------------------------ | ----------------------------- | --------- |
| 1. | 〈Drivin' Wheel〉                    | 폴 코튼                       | 6:10      |
| 2. | 〈Rocky Mountain Breakdown〉         | 러스티 영                     | 2:16      |
| 3. | 〈Just Call My Name〉                | 티머시 B. 슈미트, 노린 슈미트 | 5:12      |
| 4. | 〈Skatin'〉                          | T. 슈미트                     | 4:42      |
| 5. | 〈Faith in the Families〉            | 코튼                          | 3:43      |
| 6. | 〈Krikkit's Song (Passing Through)〉 | T. 슈미트                     | 3:33      |
| 7. | 〈Angel〉                            | 코튼                          | 4:55      |
| 8. | 〈You've Got Your Reasons〉          | 코튼                          | 5:14      |